# Pahonjean
Pahonjean is een bestuurslaag in het regentschap Cilacap van de provincie Midden-Java, Indonesië. Pahonjean telt 13.431 inwoners (volkstelling 2010).